# Пінон жовтоокий
Пі́нон жовтоокий (Ducula concinna) — вид голубоподібних птахів родини голубових (Columbidae). Ендемік Індонезії.

## Опис

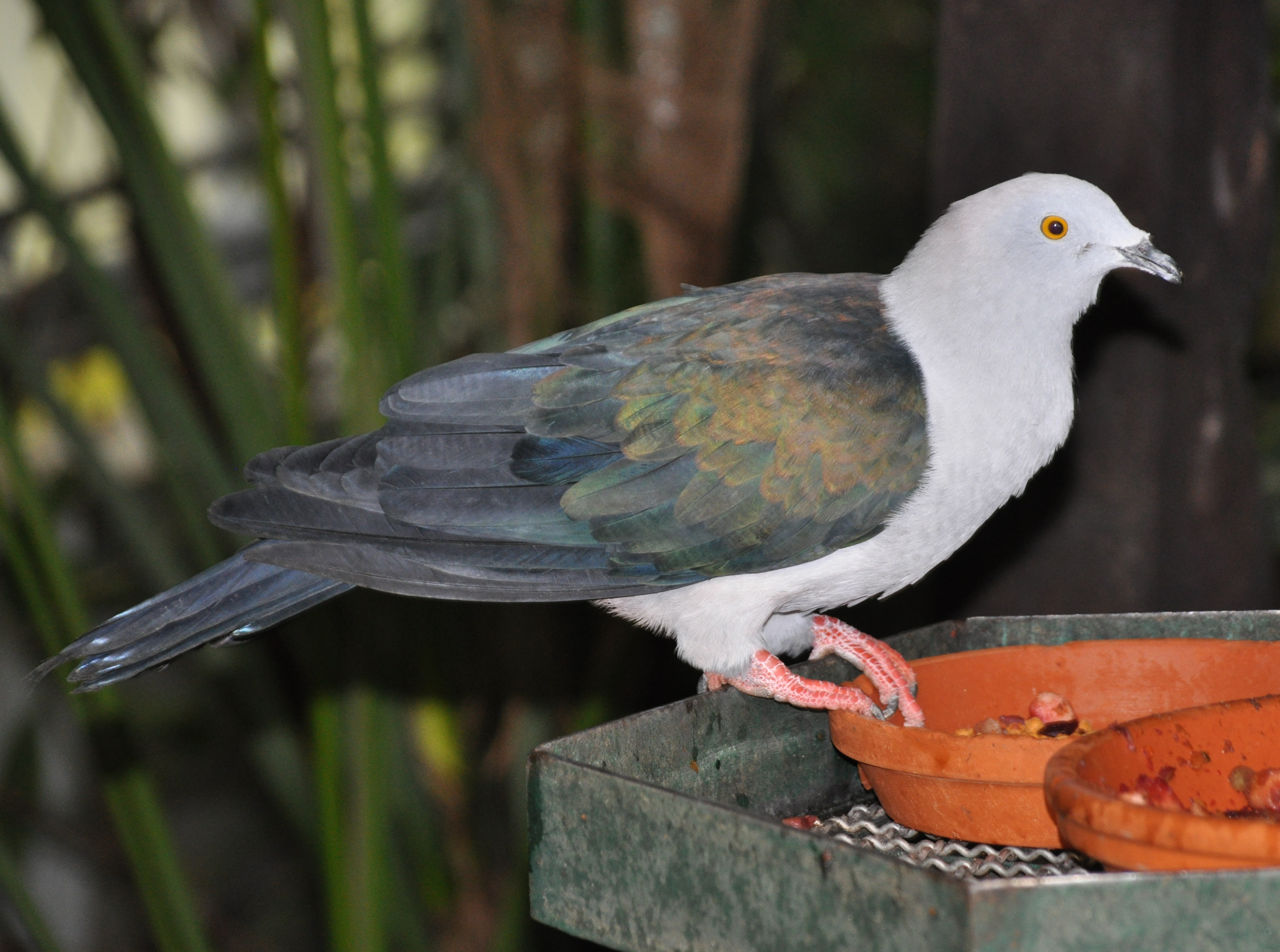
Жовтоокий пінон

Довжина птаха становить 42,5-45,5 см, враховуючи хвіст довжиною 13,7-17,4 см, вага 700-925 г. Голова, шия і верхня частина спини сіруваті, потилиця і задня частина тімені мають рожевуватий відтінок. Решта верхньої частини тіла темно-зелена з металевим відблиском, верхня частина хвоста блискуча, пурпурово-синя. Нижня частина тіла сірувата з рожевим відтінком, гузка рудувато-коричнева. Ніжні покриіні пера крил і хвоста чорні. Дзьоб чорний або сизий, біля його основи є кільке з білого пір'я. Райдужки золотисто-жовті, лапи рожевувато-червоні або малинові. У самиць сірі і рожеві частини оперення є більш темними.

## Поширення і екологія
Жовтоокі пінони мешкають на деяких островах Воллесії, зокрема на островах Талауд, Сангіхе та на інших островах на північ і південь від Сулавесі, на південних Молуккських островах (Банда, Кей, Танімбар), на Малих Зондських островах на схід від Романґа, на островах Ару та на деяких островах поблизу Нової Гвінеї. Бродячі птахи спостерігалися на острові Буру та на півночі Австралії. Жовтоокі пінони живуть у вологих рівнинних тропічних лісах, на узліссях і в садах. Зустрічаються поодинці, парами іноді зграйками, на висоті до 850 м над рівнем моря. Живляться плодами, зокрема молодими плодами кокосової пальми, плодами фікусів, Canarium, гнетума Gnetum gnemon, баррингтонії Barringtonia asiatica, Falcataria falcata, Eusideroxylon zwageri і Toona sureni. Ведуть кочовий спосіб життя, долають морські простори в пошуках сезонних плодів.